# Pere Cunill i Padrós
Pere Cunill i Padrós   (Vic, 17 de març de 1903 - Barbastre, 12 d'agost de 1936) fou un religiós claretià. És venerat com a beat per l'Església Catòlica.
Provinent d'una família vinculada al negoci dels embotits, va ingressar al seminari de Vic. Al 1922 es va incorporar als claretians i al 1927 va ser ordenat sacerdot. Al 1932 era administrador del seminari de la diòcesi de Barbastre. A l'inici de la Guerra civil espanyola, fou executat, juntament amb els seus companys de comunitat, per milicians anarquistes.
El 25 d'octubre de 1992 fou beatificat pel Papa Joan Pau II.